# 今石動城
今石動城（いまいするぎじょう）は、富山県小矢部市にあった日本の城。小矢部市指定史跡。とやま城郭カードNo.43。

## 構造
標高186メートルの白馬山に築かれた山城。曲輪跡、堀切が残る。本丸は山頂部に設置され、大きさは東西50メートル、南北30メートル。そこから伸びる6つの尾根を利用して城が構成されている。なお、城域は250箇所以上の削平地が見つかっており、県内でも有数の規模であることは疑いないが、今後さらに拡がる可能性があるためはっきりしたことは言えない。

## 名前の由来
築城以前、この地は池田・吉原（葭原）と呼ばれていた。
白馬山頂には元々能登・越中国境にある石動山（せきどうさん）山頂に在った伊須流岐比古（いするぎひこ）神社から勧請した伊須流伎比古神社があり、白馬山に築城するにあたってその神社名にちなみ「新しい石動（いするぎ）」＝「今石動」と名付けたと云われているが、天正10年（1582年）に前田利家が石動山天平寺を攻めた折、天平寺の衆徒は和睦の人質として本地仏の木造虚空蔵菩薩像を差し出し、その後城を築くにあたり、これを城の守護尊として愛宕神社に祀ったため、石動山から多くの衆徒が集まり「今石動」と呼ばれるようになったという話もある（ただし、利家は石動山を焼き尽くし、宗徒らにも撫で斬りに近い対応をもって臨んでいる）。この仏像は室町時代の作とみられ、現在は富山県小矢部市新富町4-9にある聖泉寺に安置されている（市指定文化財）。
ちなみに延徳3年（1491年）に冷泉為広によって著された『越後下向日記』には、蓮沼から船で小矢部川を下る折に見た景色を順に「蓮沼川」「シユメイ川（渋江川）」「ユスリギ山」「南ニ遠クイハウセン（医王山）」「フクマチ（現富山県小矢部市東福町・西福町）里」と記している。地理的配置からして「ユスリギ山」＝「白馬山」であることは疑いようがなく、その呼称からしてこの頃、すでに石動山より勧進されていたのは間違い無かろう。

## 年表
- 天正13年（1585年）4月 越中攻略の拠点として前田利家によって築城され、守将に利家の末弟に当たる前田秀継が入城した。
- 同年5月 佐々成政配下の越中国守山城主神保氏張、同木舟城主佐々平左衛門、同井波城主前野勝長によって攻められ、城下に放火されるも秀継と子の利秀の活躍によって撃退される（今石動合戦）。
- 同年8月 豊臣秀吉が越中平定（富山の役）のため滞在。
- 同月25日 佐々成政が降伏し、越中平定。秀継は利家より木舟城4万石を拝領して赴任。今石動城は子の利秀が城代として治めた。
- 同年11月 天正大地震により木舟城が倒壊して秀継が圧死。利秀は遺領を継ぎ木舟へと赴く。
- 天正14年（1586年） 地震により甚大なる被害を受けていた木舟城並びに城下を復旧するのは困難であると判断した利秀は、本拠を今石動城へと移して今石動城下の町割を行うと共に職人、寺院の招聘に努める。鍛冶町、紺屋町、御坊町、細工町、糸岡町（糸岡荘に在った木舟城下から移ってきた人々が住んだ町と思われる）などの町名が今日まで旧町名として残っており、また今日まで残る寺院の数も多い。また蓮沼を通っていた北陸道は今石動を通る様に修正され、それと同時に小矢部川の水運の拠点としての役目も移った為、城下は大いに栄える事となる。
- 文禄2年（1593年）12月 利秀が26歳で病死。
- 文禄3年（1594年） 廃城。以後は家臣だった篠島清了（ささじまきよのり）が名代として3千石を与えられて加賀藩によって統治された。その統治は清了以降5代に亘って継承され、宝永7年（1710年）まで続いた。その後は郡奉行とは別に今石動町奉行が置かれた。
- 2010年（平成22年）3月31日、小矢部市指定史跡となる[1]。

## 城山公園
今石動城は現在、城山公園として整備されている（1978年7月8日都市計画決定、1978年4月着工、1990年4月23日完成、総事業費267,080,000円）。1921年（大正10年）に城山のふもとに小遊園地を造った際、周辺に桜が植樹された。春には600本の桜が咲く名所となっている。1985年3月31日に開設され、1986年4月1日には野外ステージが、2007年（平成19年）には展望台も設置されているが、広い道路を通すなど、城跡としての景観は薄れてきている。また城跡本丸は私有地となっているため、整備も行き届かず荒れてしまっている。
2024年1月1日に発生した能登半島地震では、同公園内にあった神武天皇の銅像（1922年に石動在郷軍人分会が建立、高さ3.6m）が倒壊する被害があった（その後修復され、同年8月10日に完成式が挙行された）。
城下からまっすぐに伸びた道はやがて福町へと達し小矢部川にぶつかるが、その付近には旅籠が並んだ痕跡が今日でもかすかに残っている。また道沿いには多くの寺院が立ち並んでおり、4万石の城下町として、また交通、水運の要衝として大いに賑わったであろう往時を偲ばせる場所もあるが、道路が拡張されつつあるなど、その風情は失われつつある。